# Sacerdotalis caelibatus
Sacerdotalis caelibatus (česky "o kněžském celibátu") je encyklika papeže Pavla VI. vydaná dne 24. června 1967, která brání tradici celibátu kněží v římskokatolické církvi.

## Historické pozadí
Devátý křesťanský ekumenický koncil zvaný První lateránský, svolaný roku 1123 papežem Kalixtem II., zrušil teoretickou možnost kněží vstoupit do stavu manželského. V roce 1139 Druhý lateránský koncil, svolaný Inocentem II., již uzavřené sňatky kléru, mnichů a řádových sester zrušil. Encyklika Sacerdotalis caelibatus pouze stvrzovala tento stav povinné sexuální abstinence.

## Obsah encykliky
Papež v této encyklice naléhavě zdůrazňuje eschatologický charakter kněžského celibátu. Kněží musejí být nachystáni na příchod vlády Ježíše na zemi, jak křesťané předpokládají, že se někdy stane. 
Celibát určený pro nebeské království je příslibem dobra, jehož dosáhne pozemský člověk hledající Boha ve věčném životě. Celibát je také příslibem konečného vítězství lásky, neboť není "zřeknutím se lásky", nýbrž naopak znamením prožívání trvalé lásky, která s pozemským životem nepomíjí. Argumentace vychází z Bible: Po vzkříšení se lidé nežení ani nevdávají, ale jsou jako nebeští andělé (Mt 22,30). 
V lidské společnosti, která je deformována pozemskými starostmi a často formována do tělesné žádostivosti, je celibát vzácným darem dokonalé zdrženlivosti kvůli nebeskému království. S odkazem na Řehoře z Nyssy papež prohlašuje, že život v panenství je obrazem onoho štěstí, které očekává křesťany v příštím světě. Podle encykliky svědectví lidí plně oddaných Bohu svým životem v celibátu zve k prohloubenému vlastního pohledu na život; má-li být opravdu zralý, musí přesáhnout pouhé vyhledávání hmatatelného užitku a rozkoše. Celibát může způsobovat lidskou osamocenost kněze (větší než prožívají řeholníci nebo řádové sestry), povolání kněze může také vést – především v počátku – k nedůvěře, k pochybnostem a vášním. 
Současně existence lidí toužící po takové čistotě dopadá na ostatní v tom smyslu, že jsou na světě hodnoty, pro které má smysl zříci se tak důležité lidské záležitosti, jakou je manželská láska a touha po vlastních dětech. V manželství jistě prožívá člověk lásku v rodinném společenství muže, ženy a dítěte, v celibátu pak ve společenství spásy chápaném v mnohem širším významu než je rodina. Láska podle Pavla VI. prožitá v tomto stavu má možnost stát se dokonce duchovně všeobecnější a plodnější, a proto může být jasnějším znamením budoucího nebeského království pro všechny – jak pro manžele, tak i pro ty, kteří se ho vzdali a žijí v celibátu.
Encyklika zmiňuje i praxi pravoslavné církve, kde v celibátu žije biskup a kněz se může oženit jen před svým vysvěcením.

## Zvláštní výjimky
I když papež potvrzuje důležitost celibátu jako základního pravidla v katolické církvi, mohou nastat zvláštní případy, kdy například ženatý člověk, který přestoupí z církve s jinou tradicí ohledně celibátu, může být vysvěcen ke kněžství.